# Dalia Štraupaitė

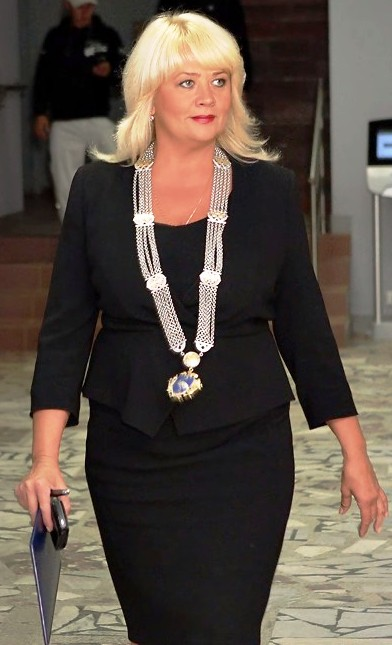
Dalia Štraupaitė

Dalia Štraupaitė (* 6. Februar 1959 in Dūkštas, Rajongemeinde Ignalina) ist eine litauische Politikerin und Bürgermeisterin.

## Leben
Bis 1965 lebte sie in Telšiai. Nach dem Abitur 1977 an der Mittelschule Dūkštas absolvierte sie 1983 ein Studium an der Vilniaus valstybinis universitetas. Von 1983 bis 1990 leitete sie Ausführungskomitee von Dūkštas, von 1990 bis 1995 Bürgermeisterin von Dūkštas, ab 1997 Beraterin des Bürgermeisters von Visaginas, von 2003 bis 2011 stellv. Bürgermeisterin von Visaginas, ab 2011 Bürgermeisterin der Gemeinde Visaginas.
Sie war Mitglied von Lietuvos liberalų sąjunga, ab 2003 von Liberalų ir centro sąjunga, ab 2014 von Lietuvos laisvės sąjunga (liberalai).
Sie ist Präsidentin des Verbands für Akrobatik. 
Dalia Štraupaitė hat die Tochter Viktorija Seliukovaitė.